# Steven Bryant
Steven Bryant (* 28. Mai 1972 in Little Rock, Arkansas) ist ein US-amerikanischer Dirigent und Komponist. Sein Schaffen umfasst größtenteils Werke aus dem Bereich der sinfonischen Musik, der Kammermusik und der sinfonischen Blasmusik, wobei er Einflüsse der elektronischen Musik aufgreift.

## Leben
Steven Bryant studierte Komposition bei John Corigliano an der Juilliard School, bei Cindy McTee an der University of North Texas und bei W. Francis McBeth an der Ouachita Baptist University. Er war ein Gründungsmitglied der Komponistenvereinigung BCM International (mit Eric Whitacre, Jonathan Newman und Jim Bonney). Zusammen veröffentlichte man die Tonträger „BCM Saves the World“ und „BCM Men of Industry“. Im Herbstsemester 2011 war Bryant Composer in Residence am Gettysburg College.
Bryant lebt mit seiner Frau, der Dirigentin Verena Mösenbichler-Bryant, in Durham, North Carolina. Sein Schwiegervater ist der österreichische Dirigent Johann Mösenbichler.

## Werk
Steven Bryant sagt über sich selbst:

“I strive to write music that leaps off the stage (or reaches out of the speakers) to grab you by the collar and pull you in. Whether through a relentless eruption of energy, or the intensity of quiet contemplation, I want my music to give you no choice, and no other desire, but to listen.”

„Ich strebe danach, Musik zu schaffen, die von der Bühne springt (oder von den Sprechern wegreicht), um dich beim Kragen zu packen und hineinzuziehen. Ob durch schonungslose Energieausbrüche oder die Intensität ruhiger Einkehr: ich will, dass meine Musik dir keine andere Wahl und kein anderes Verlangen lässt als zuzuhören.“

Bryant komponierte bedeutende Auftragswerke für das Amherst Saxophone Quartet (finanziert durch das American Composers Jerome Composers Commissioning Program), das Bläserensemble der Indiana University, die US Air Force Band of Mid-America und das Blasorchester der University of Nevada, Las Vegas. Aufnahmen entstanden unter anderem mit der University of North Texas Wind Symphony, dem Bläserensemble der Rutgers University sowie  der Michigan State University Wind Symphony. Bryant schuf außerdem eine Neufassung des Liedes „Real Cool Time“ von Iggy Pop und den Stooges für das italienische Independent-Label Snowdonia.

### Sinfonieorchester
- 1996: Loose Id für Orchester
- 2003: Rise für Streichorchester
- 2006: Alchemy in Silent Spaces
- 2008: Dusk
- 2013: Bloom
- 2013: The Machine Awakes für Sinfonieorchester und elektronische Begleitung[14]
- 2018: Zeal

### Blasorchester
- 1997–2007: Parody Suite[15]
  - 1997: Chester Leaps In (nach dem Hymnus Chester von William Billings)
  - 2002: ImPercynations (nach Lincolnshire Posy von Percy Grainger)
  - 2003: MetaMarch (nach den Märschen Americans We, Liberty Bell und National Emblem)
  - 2007: Suite Dreams (nach der First Suite in E-flat for Military Band von Gustav Holst)
- 1998: Interruption Overture
- 1998: Monkey
- 2000: Alchemy in Silent Spaces
- 2000: RedLine
- 2003: Bloom
- 2003: Wings That Work
- 2003: Rise
- 2003: Stampede
- 2004: Dusk
- 2006: Radiant Joy
- 2007: First Light
- 2007–2010: Konzert für Bläserensemble[10]
- 2008: Ecstatic Waters
- 2009: The Marbled Midnight Mile
- 2009: Axis Mundi
- 2011: Anthem
- 2011: Konzert für Cello
- 2012: Ecstatic Fanfare (Neuarrangement nach Teilen von Ecstatic Waters)
- 2013: The Machine Awakes für Blasorchester und elektronische Begleitung[16]
- 2014: Konzert für Altsaxophon
- 2015: In This Broad Earth
- 2016: Nothing Gold Can Stay
- 2016: Konzert für Posaune (Uraufführung durch Joseph Alessi)
- 2017: Miniature Suite
- 2018: Pendulum
- 2019: The Automatic Earth

### Gemischtes Ensemble
- 1999: A Million Suns at Midnight für Blasorchester, Streichorchester und Chor (SATB), auch Blasorchester und Chor

### Kammermusik
- 1995: Loose Id für Blechbläserquintett und Pauken
- 1999: RedLine für Piano solo
- 2001: Rise für Saxophonquartett
- 2005: RedLine für Percussion-Quartett
- 2006: Loose Id für Blechbläserensemble und Drumset

## Auszeichnungen
- 2007: William D. Revelli Composition Award der National Band Association (Radiant Joy)[17]
- 2008: William D. Revelli Composition Award der National Band Association (Suite Dreams)[17]
- 2010: William D. Revelli Composition Award der National Band Association (Ecstatic Waters)[17]
- 2014: Sousa/ABA/Ostwald Award der American Bandmasters Association (Konzert für Altsaxophon)[18]